# Majenforsmaga
Majenforsmaga är en sjö i Markaryds kommun i Halland och ingår i Lagans huvudavrinningsområde. Sjön har en area på 0,27 kvadratkilometer och ligger 88,1 meter över havet. Sjön avvattnas av vattendraget Lagan (Härån).

## Delavrinningsområde
Majenforsmaga ingår i det delavrinningsområde (626515-135659) som SMHI kallar för Nedlagd mätstation. Medelhöjden är 112 meter över havet och ytan är 19,19 kvadratkilometer. Räknas de 280 avrinningsområdena uppströms in blir den ackumulerade arean 5 493,15 kvadratkilometer. Avrinningsområdets utflöde Lagan (Härån) mynnar i havet. Avrinningsområdet består mestadels av skog (72 %) och sankmarker (17 %). Avrinningsområdet har 0,26 kvadratkilometer vattenytor vilket ger det en sjöprocent på 1,4 %.